# Metod Doležil

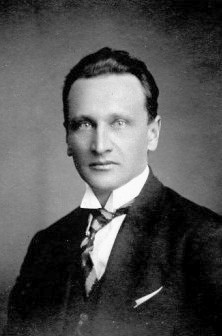
Metod Doležil (ca. 1925)

Metod Doležil (* 15. Oktober 1885 in Kunčice pod Ondřejníkem; † 10. Oktober 1971 in Prag) war ein tschechischer Chorleiter und Musikpädagoge.
Der Sohn eines Lehrers studierte nach dem Besuch des Gymnasiums in Olmütz (1896–1900) zunächst am Pädagogischen Institut. Daran schloss sich ein Studium am Prager Konservatorium in den Fächern Dirigieren bei Vítězslav Novák und Dirigieren bei František Spilka an. Nach seiner Rückkehr aus dem Ersten Weltkrieg unterrichtete er am Konservatorium und an der Karls-Universität. Von 1912 bis 1923 und von 1943 bis 1946 wirkte er als Chordirigent bei der Prager Lehrerinnenvereinigung (Pěvecké sdružení pražských učitelek). Sein Buch Intonace a elementární rytmus erschien in mehreren Auflagen (1922, 1942, 1947).